# Флаг Наро-Фоминского городского округа
Флаг На́ро-Фоми́нского муниципального района Московской области Российской Федерации — опознавательно-правовой знак, служащий официальным символом муниципального образования.
Флаг утверждён 21 февраля 2003 года решением Совета депутатов Наро-Фоминского района № 5/33 как флаг муниципального образования Наро-Фоминский район Московской области (после муниципальной реформы 2006 года — Наро-Фоминский муниципальный район) и внесён в Государственный геральдический регистр Российской Федерации с присвоением регистрационного номера 1154.
28 сентября 2012 года, решением Совета депутатов Наро-Фоминского муниципального района № 580/42 постановили: считать флаг Наро-Фоминского района Московской области, установленный предыдущим решением, официальным символом Наро-Фоминского муниципального района Московской области, оставив при этом без изменений геральдическое описание и обоснование символики флага. Также, решением № 580/42, утверждено Положение о флаге Наро-Фоминского муниципального района Московской области, а наименование решения от 21 февраля 2003 года № 5/33 изложено в следующей редакции: «Об установлении флага Наро-Фоминского района Московской области».

## Описание
«Флаг Наро-Фоминского муниципального района представляет собой полотнище с соотношением сторон 2:3, разделённое волнистыми линиями на три неравные части: красную (у древка), белую полосу, вверху упирающуюся осью в 2/3 верхнего края полотнища от древка, внизу — верхним краем в угол полотнища, и широкую зелёную. Зелёная часть несёт изображение расположенных по диагонали фигур из герба Наро-Фоминского муниципального района — белых зубчатых стен».

## Обоснование символики
Зелёный цвет полотнища показывает природно-географическое расположение Наро-Фоминского района, одного из самых лесных районов Московской области.
Зелёный цвет символизирует жизнь, изобилие, возрождение.
Геральдическая фигура — белая волнистая перевязь говорит о протекающей по всей территории района реке Наре, название которой входит в состав названия муниципального образования «Наро-Фоминский район», делая флаг «полугласным».
Белые городские зубчатые стены аллегорически показывают города Наро-Фоминск, Апрелевку и Верею, входящие в состав муниципального образования «Наро-Фоминский район».
Крепостные стены символизируют также юго-западные рубежи защиты Москвы в Отечественной войне 1812 года и Великой Отечественной войне 1941—1945 годов, а также размещение на протяжении многих лет на территории района 4-й гвардейской танковой Кантемировской и 2-й гвардейской мотострелковой Таманской дивизий.
Белый цвет (серебро) символизирует мудрость, чистоту, веру.
Красная часть полотнища указывает на территориальную принадлежность Наро-Фоминского района к Московской области.

## См. также

Флаги муниципальных образований Наро-Фоминского муниципального района
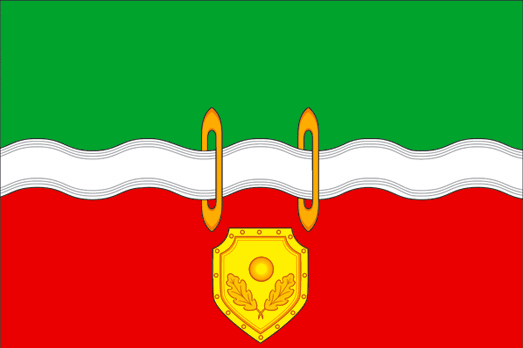
городское поселение Наро-Фоминск
городское поселение Апрелевка
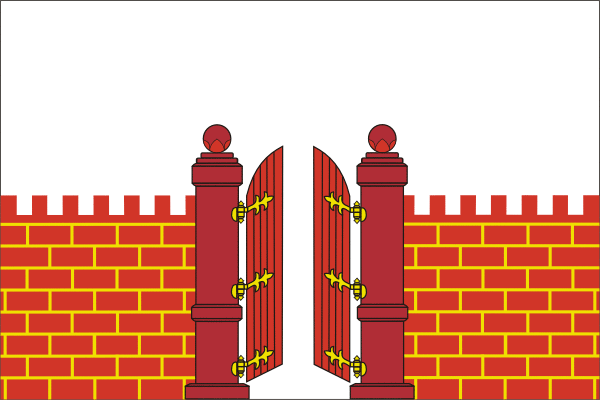
городское поселение Верея
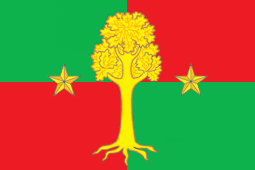
городское поселение Калининец
городское поселение Селятино
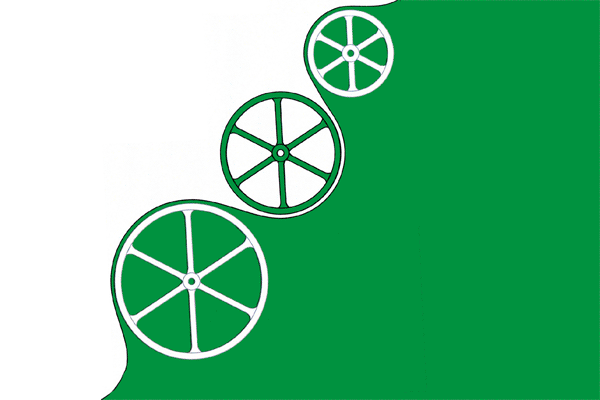
сельское поселение Атепцевское
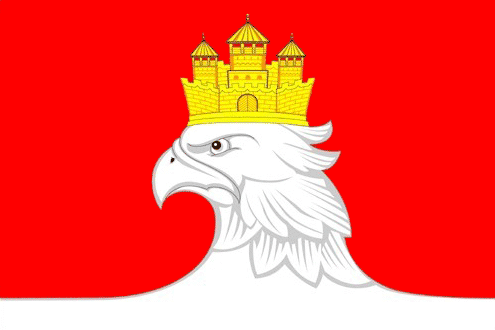
сельское поселение Веселёвское
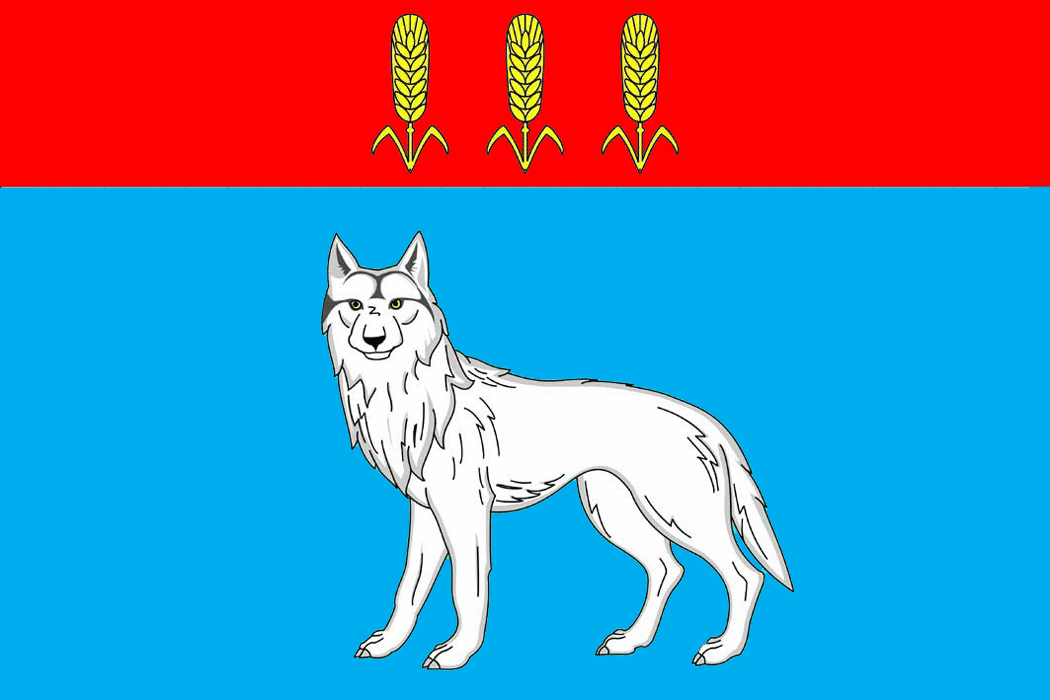
сельское поселение Волчёнковское
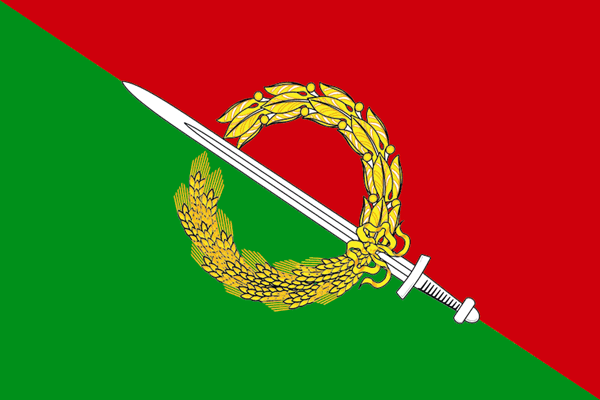
сельское поселение Ташировское